# Nesopsar
Nesopsar is een geslacht van zangvogels uit de familie troepialen (Icteridae).

## Soorten
Het geslacht kent de volgende soort:
- Nesopsar nigerrimus – Jamaicaanse troepiaal